# Oppidum du Mont-Pezou
L’oppidum du Pezou est un oppidum ligure situé sur la commune de Vallauris  dans le département français des Alpes-Maritimes, à la limite du Cannet. Les sols du  camp ont fait l’objet d’inscriptions au titre des monuments historiques les 26 janvier 1978 et 20 juin 1983.

## Situation de l'oppidum
L'oppidum a été signalé dès 1882 par Paul Sénequier. Le site a été étudié par le colonel de Ville d'Avray vers 1900. Il a été fouillé par Maurice Sechter à partir de 1963.
Le sommet de la colline du Pezou (altitude 269,9 m) est entouré par une enceinte à double parements en gros blocs, de 500 m de circonférence environ, conservée sur 2 à 3 mètres de hauteur. 
L'occupation romaine de l'oppidum était connue depuis longtemps. Le site a été occupé avec certitude depuis le second Âge du fer. Les sondages du docteur Maurice Sechter dans les années 1964-1965 ont révélé des occupations antérieurs jusqu'à 1,20 m de profondeur avec un mobilier abondant de céramiques, d’objets métalliques et des monnaies, dont des fragments de tessons datés de l'Âge du bronze final trouvés à 0,90 m de profondeur. Cette découverte en 1964-1965 de matériaux peut permettre de reculer à une date encore indéterminée le premier établissement sur le site mais la date de construction de l'enceinte n'est pas actuellement connue (âge du bronze, 2e âge du fer ?) en l'absence de fouilles récentes.
L'oppidum a été détruit à la fin de l'empire romain, probablement à l'époque datée par les découvertes de monnaies de Tétricus, de fragments de poteries sigillées et de verreries romaines (IIIe siècle de notre ère).